# Паэс, Гильермо
Гилье́рмо (Ло́ко) Па́эс Сепе́да (исп. Guillermo "Loco" Páez Cepeda; 18 апреля 1945, Сантьяго) — чилийский футболист, опорный полузащитник. Участник чемпионата мира 1974 года, на котором принял участие во всех трёх матчах сборной Чили. Один из лучших опорных полузащитников в истории чилийского футбола.

## Биография

### Клубная карьера
Гильермо Паэс является воспитанником клуба «Универсидад Католика». В 1966 году Паэс начал карьеру в клубе «Сан-Антонио Унидо». В следующем году перешёл в состав клуба «Лота Швагер», в 1969 году Паэс вместе с клубом выиграл чемпионат Второго дивизиона Чили.
В 1972 году Паэс перебрался в состав «Коло-Коло», его дебют за «индейцев» состоялся 1 апреля 1972 года в матче, который был выигран у клуба «Эвертон» (Винья-дель-Мар) со счётом 6:0. За четыре сезона в «Коло-Коло» Паэс сыграл в 111 официальных матчах, в которых забил два гола, стал чемпионом Чили, обладателем Кубка Чили, а также финалистом Кубка Либертадорес 1973 года.

### Карьера в сборной
В сборной Чили Паэс дебютировал 26 января 1972 года в товарищеском матче со сборной Мексики, завершившимся со счётом 0:2. В составе сборной Паэс принял участие в чемпионате мира 1974 года. Своё последнее выступление за сборную Паэс провёл в матче Чемпионата мира 1974 года со сборной Австралии 22 июня 1974 года, тот матч завершился ничьей 0:0. Всего же за сборную Паэс сыграл 13 официальных матчей.
| №  | Дата             | Соперник  | Счёт | Голы | Турнир                    |
| 1  | 26 января 1972   | Мексика   | 0:2  | -    | Товарищеский матч         |
| 2  | 14 апреля 1973   | Гаити     | 1:1  | -    | Товарищеский матч         |
| 3  | 13 мая 1973      | Перу      | 2:0  | -    | Отборочный матч к ЧМ 1974 |
| 4  | 13 июля 1973     | Аргентина | 4:5  | -    | Кубок Карлоса Диттборна   |
| 5  | 18 июля 1973     | Аргентина | 3:1  | -    | Кубок Карлоса Диттборна   |
| 6  | 20 сентября 1973 | Мексика   | 2:1  | -    | Товарищеский матч         |
| 7  | 26 сентября 1973 | СССР      | 0:0  | -    | Отборочный матч к ЧМ 1974 |
| 8  | 24 апреля 1974   | Гаити     | 1:0  | -    | Товарищеский матч         |
| 9  | 26 апреля 1974   | Гаити     | 0:0  | -    | Товарищеский матч         |
| 10 | 12 мая 1974      | Ирландия  | 1:2  | -    | Товарищеский матч         |
| 11 | 14 июня 1974     | ФРГ       | 0:1  | -    | Чемпионат мира 1974       |
| 12 | 18 июня 1974     | ГДР       | 1:1  | -    | Чемпионат мира 1974       |
| 13 | 22 июня 1974     | Австралия | 0:0  | -    | Чемпионат мира 1974       |

Итого: 13 матчей; 4 победы, 5 ничьих, 4 поражения.

## Достижения

### Командные
Сборная Чили
- Серебряный призёр Кубка Америки: 1979
- Обладатель Кубка Карлоса Диттборна: 1973

 «Лота Швагер»
- Победитель Второго дивизиона Чили: 1969

 «Коло-Коло»
- Чемпион Чили: 1972
- Серебряный призёр чемпионата Чили: 1973
- Бронзовый призёр чемпионата Чили: 1974
- Обладатель Кубка Чили: 1974
- Финалист Кубка Либертадорес: 1973